# Tatoeba utaenakunattara
A Tatoeba Utaenakunattara (たとえば唄えなくなったら) a Stereopony japán együttes kilencedik kislemeze, amely 2011. augusztus 10-én jelent meg a Sony gondozásában. A lemez címadó dalát a szintén okinavai a Karijusi58-cal közösen készítették el. A korong az 52. helyezést érte el az Oricon heti eladási listáján.

## Számlista
Normál kiadás (SRCL-7685)
1. Tatoeba Utaenakunattara (たとえば唄えなくなったら?)
2. Shooting Star
3. Tatoeba Utaenakunattara (Aimi Duet Ver.) (たとえば唄えなくなったら?)
4. Tatoeba Utaenakunattara (Maekava Singo Duet Ver.) (たとえば唄えなくなったら?)
5. Tatoeba Utaenakunattara (Instrumental) (たとえば唄えなくなったら?)

Limitált kiadás DVD (SRCL-7684)
1. Csiisza na Mahó videóklip